# Fluvia Lacerda
Fluvia Lacerda (Rio de Janeiro, 31 de julho de 1980), é uma modelo brasileira, considerada a "Gisele Bündchen do plus size".

## Biografia
Mudou-se para os Estados Unidos em 1996, saindo de Boa Vista (Roraima), onde morava aos dezesseis anos, para estudar inglês, mas, por conta das dificuldades financeiras da família, teve que trabalhar como babá e faxineira. No entanto, desde 2003 trabalha como modelo "plus size" (acima da média), tendo sido "descoberta" quando andava em um ônibus em Nova Iorque e uma produtora de moda de uma revista a abordou.
Flúvia foi casada e tem dois filhos: a filha, nascida no ano 2000 e o filho, Pedro, nascido em 2014. Única modelo brasileira do segmento plus size, foi estrela de marcas como Mar & Nua, Kmart, Tórrid, Igigi, Fashion Bug, entre outras, já foi capa de revistas como Beautiful e Vogue Itália, além de já ter sido fotografada em países como Espanha, Canadá, Alemanha, Austrália, França, Inglaterra, Jamaica e Brasil, entre vários outros países, chegando a receber até vinte mil dólares por dia.
Sem nunca revelar seu peso, Lacerda afirma que “Nunca fiz uma dieta na vida. Não consigo me imaginar escrava dessas coisas”.
Em 2011 foi considerada a modelo plus size do ano, durante a Full Figured Fashion Week, evento idealizado em 2008 por Gewn DeVoe, e realizado no Metropolitan, em Nova Iorque, e, atualmente, integra o cast da Ford Models.